# Garfield: Saving Arlene
Garfield: Saving Arlene is een computerspel uit 2006 gebaseerd op de stripserie Garfield van Jim Davis. Het spel is ontwikkeld door Eko Software en uitgebracht door The Game Factory voor de PlayStation 2 en de PC. Het is het tweede Garfieldspel in 3D.

## Verhaal
Garfield wordt ruw gewekt uit zijn slaap door Odie. De reden dat Odie Garfield wekt is omdat Garfields vriendin Arlene is gevangen door medewerkers van het asiel. Garfield is te laat om haar te helpen, en ze wordt weggevoerd naar het asiel.
Bang dat hij zijn vriendin nooit meer zal zien zet Garfield zijn luiheid aan de kant en onderneemt een reddingsactie. Hij neemt Odie mee omdat die hem misschien van nut kan zijn.

## Spel
Het spel bestaat uit zes levels die zich afspelen op verschillende locaties in de stad. In deze levels moeten Garfield en Odie vijanden bevechten zoals kwade honden en piranha’s, maar ook puzzels oplossen.
Garfield beschikt over een paar standaard bewegingen voor gevechten. Daarnaast kan hij voedsel verzamelen om te gebruiken als wapens. Dit voedsel kan ook zijn gezondheid herstellen.
De rol van Odie in het spel varieert. Indien er maar 1 speler is wordt Odie een NPC personage die Garfield overal volgt. Hij kan dan niet worden bestuurd door de speler en kan ook geen levens verliezen of schade oplopen. Wel kan de speler Odie soms bevelen geven door te fluiten of hem te schoppen. Indien er twee spelers zijn wordt Odie bestuurd door een van de spelers.
Tijdens het spel worden belangrijke verhaalelementen verteld middels strips.